# Transit Research and Attitude Control
Transit Research and Attitude Control, plus généralement désigné par son acronyme TRAAC, est un petit Satellite technologique américain développé par le laboratoire Applied Physics Laboratory pour le compte de la United States Navy. Il est placé sur une orbite basse en novembre 1961 notamment pour tester un système de contrôle d'attitude par gradient de gravité susceptible d'être utilisé par les futurs satellites de navigation Transit. Ce système ne put être déployé dans l'espace mais le satellite a fourni des informations importantes sur les ceintures de radiation artificielles créées par l'essai nucléaire américain Starfish Prime réalisé dans la haute atmosphère. Certains éléments du satellite, en particulier les cellules photovoltaïques, ayant été endommagées par les particules énergétiques générées par cette explosion, le satellite cesse de fonctionner le 12 aout 1962. 

## Contexte
TRAAC fait partie d'une série de satellites expérimentaux lancés à compter de 1959  par la Marine de guerre américain dans le but de mettre au point le premier Système de positionnement par satellites baptisé Transit qui deviendra opérationnel en 1964. Transit est développé dans le contexte de la guerre froide par le laboratoire Applied Physics Laboratory de l'université Johns-Hopkins. Le système Transit repose sur l'exploitation de l'effet Doppler de signaux radio émis par des satellites de petite taille (une cinquantaine de kilogrammes) circulant sur une orbite polaire et stabilisés par gradient de gravité. Le système est développé initialement pour obtenir une frappe précise des missiles Polaris embarqués à bord des sous-marins nucléaires lanceurs d'engins américains. Dès 1967 son utilisation se généralise à bord des navires civils américains comme étrangers et une centaine de milliers de récepteurs Transit étaient en fonctionnement au début des années 1990,. 

## Objectifs
Les principaux objectifs de la mission TRAAC sont :
- Améliorer la modélisation du champ de gravité terrestre. Le satellite constitue une solution de rechange au cas où le satellite Transit 4B lancé par la même fusée aurait été défaillant.
- Réaliser une démonstration de stabilisation par gradient de gravité qui doit être mise en œuvre par les satellites Transit opérationnels.
- Améliorer la connaissance des limites de la ceinture de Van Allen interne et de la composition des ceintures de radiation terrestres.
- Tester différents techniques spatiales comme le système d'amortissement des mouvements de libration.

## Déroulement de la mission
Le satellite TRAAC est lancé le 15 novembre 1961 par une fusée Thor Ablestar depuis Cape Canaveral avec le satellite expérimental Transit 4B qui doit mesurer les variations du champ gravitationnel terrestre et emporte pour la première fois un Générateur thermoélectrique à radioisotope SNAP 3. TRAAC est placé sur une orbite basse quasi circulaire de 957 km × 1 109 km avec une inclinaison orbitale de 32,4° et une période de révolution de 105,8 minutes.
Le déploiement de la perche utilisée par le système de contrôle d'attitude par gradient de gravité commandé neuf jours après le lancement ne fonctionne pas ce qui empêche le satellite de remplir sa principale mission. Le 9 juillet 1962 a lieu l'essai nucléaire américain Starfish Prime réalisé dans la haute atmosphèr et les instruments de TRAAC permirent de mesurer les effets immédiats et postérieurs à l'explosion. Durant les neuf premières heures suivant l'explosion, il constate une chute importante des flux d'électrons ainsi que l'apparition d'un "point chaud" d'intensité moyenne au dessus du Pacifique émettant des électrons énergétiques. Certains composants du satellite, en particulier les cellules photovoltaïques sont endommagés par ce rayonnement intense mais le satellite parvint à fonctionner jusqu'au 12 aout 1962. 

## Caractéristiques techniques

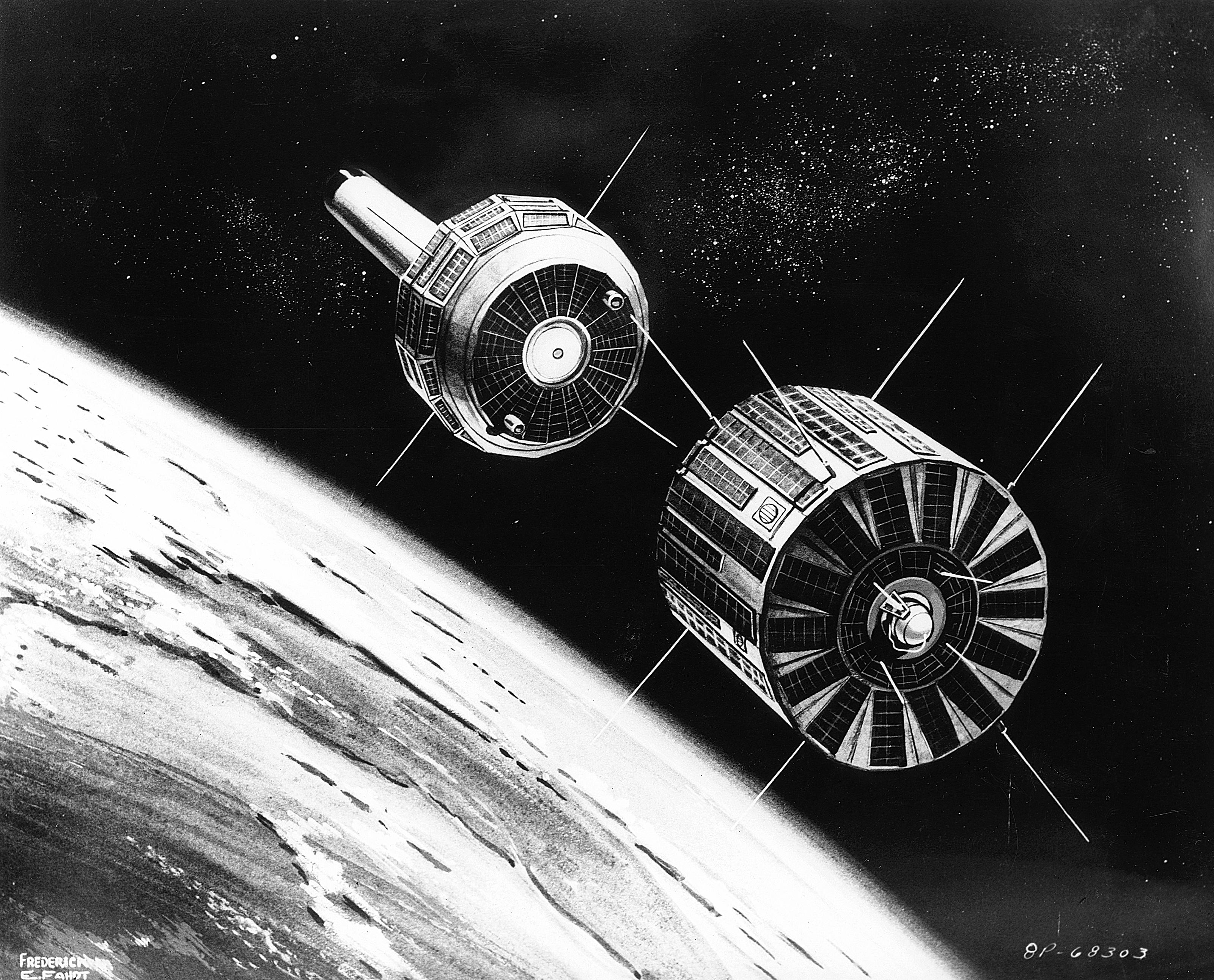
TRAAC et Transit 4B en orbite autour de la Terre (vue d'artiste).

### Plateforme
TRAAC est un satellite de 105 kilogrammes constitué d'un disque sur lequel repose un cylindre peu épais : le disque a un diamètre de 109 centimètres pour une hauteur d'environ 35 centimètres tandis que le cylindre a un diamètre de 28 centimètres pour une hauteur de 70 centimètres. Le cylindre contient le système de contrôle d'attitude par gravité qui comprend une perche déployable de 18 mètres de long en cuivre au béryllium au bout de laquelle est fixée une masse de 2,27 kilogrammes fixée à la perche par un ressort long d'environ 13 mètres (une fois déployé). La masse ainsi fixée est conçue pour réduire le mouvement de libration. L'énergie solaire est fournie par des cellules photovoltaïques situées sur le pourtour du disque qui fournissent au minimum 16 Watts. L'attitude du satellite est calculée par quatre détecteurs (diodes et cellules solaires) mesurant la vitesse de rotation et l'orientation par rapport au Soleil. Un ensemble de magnétomètres est également utilisé pour déterminer l'orientation par rapport au champ magnétique terrestre. Le satellite dispose de quatre barreaux magnétiques permettant de réduire la vitesse de rotation et de quatre aimants électriques utilisés pour modifier l'orientation par rapport au champ magnétique.

### Instruments
Explore 15 emporte 6 expériences scientifiques et technologiques : 
- Deux compteurs Geiger fournis par l'Université de l'Iowa : le premier est directionnel et dénombre les protons dont l'énergie est supérieure à 500 keV et les électrons dont l'énergie est supérieure à 30 keV tandis que le second est omnidirectionnel et dénombre les protons dont l'énergie est supérieure à 23 MeV et les électrons dont l'énergie est supérieure à 1,6 MeV [5].
- Des détecteurs mesurant l'albedo des neutrons des rayons cosmiques[6].
- Quatre détecteurs de protons directionnels constitués par quatre compteurs silicium à jonction p-n dont trois directionnels mesurant respectivement les protons ayant une énergie de 1 à 30 MeV, 3 à 30 MeV et 10 à 30 MeV et un détecteur omnidirectionnel mesurant le bruit de fond[7].
- Une expérience destinée à mesurer l'érosion et la sublimation des soudures dans l'environnement spatial. Deux échantillons comportant chacun 40 à 60 soudures sont parcourus par un courant électrique pour mesurer l'amincissement de celles-ci au fil du temps[8].
- Un instrument de détection des particules alpha comporte deux détecteurs, l'un pour mesurer le bruit de fond l'autre pour dénombrer les particules alpha dont l'énergie est comprise entre 4 et 20 MeV[9].
- Une expérience destinée à mesure la dégradation de cellules photovoltaïques dans l'environnement spatiale. Elle comprend quatre groupes de deux cellules de type p-on-n sensibles à la couleur bleu montées en série dont la production électrique est mesurée. Les données recueillies ont permis de constater une réduction de 18% de la puissance durant les 236 premiers jours. A la suite de l'essai nucléaire Starfish Prime qui eu lieu le 237ème jour la dégradation des performances s'accéléra atteignant 22% supplémentaires en 28 jours[10].